# Пойнт (езеро)
Езерото Пойнт (на английски: Point Lake) е 11-о по големина езеро в Северозападни територии на Канада. Площта му, заедно с островите в него е 737 км2, която му отрежда 60-о място сред езерата на Канада. Площта само на водното огледало без островите е 594 km². Надморската височина на водата е 375 m.
Езерото се намира в североизточната част на Северозападните територии на Канада, на 200 km югоизточно от залива Мактавиш Арм на Голямото Мече езеро. Дължина от северозапад на югоизток 106 km, а максимална ширина – 21 km.
Пойнт има силно разчленена брегова линия, с множество заливи, полуострови, канали и острови. Пойнт представлява езерно разширение на протичащата през него река Копърмайн, изтичаща от разположеното на югоизток езеро Гра и вливаща се в залива Коронейшън на Северния Ледовит океан. Множество малки реки и протоци изтичат от съседните по-малки езера Итчен, Ямба и др. В западната част на езерото има голям безименен остров, като общата площ на всичките острови в езерото възлиза на 107 km². Площта на водосборния басейн на езерото възлиза на 19 300 km².
През краткия летен сезон езерото е посещавано от множество любители на лова и риболова.
Първоначалното откриване на езерото според общоприетата версия се приписва на Самюъл Хиърн, служител на компанията „Хъдсън Бей“ през 1771 г. по време на похода му на север към устието на река Копърмайн.
Вторичното, истинско откриване на Пойнт е извършено през юни 1821 г. от видния английският полярен изследовател Джон Франклин, който му прави и първото топографско картиране.